# Indiscreet Corinne
Indiscreet Corinne er en amerikansk stumfilm fra 1917 af John Francis Dillon.

## Medvirkende
- Olive Thomas som Corinne Chilvers.
- George Chesebro som Nicholas Fenwick.
- Joseph Bennett som Rocky Van Sandt.
- Josie Sedgwick som Pansy Hartley.
- Annette DeFoe som Florette.